# 小叶鄂报春
小叶鄂报春（学名：Primula densa）为报春花科报春花属下的一个种。

## 扩展阅读
- 維基物種上的相關：小叶鄂报春